# Shashi Isaac
Shashi Isaac (sinh ngày 4 tháng 4 năm 1982) là một cầu thủ bóng đá (tiền vệ) đến từ Saint Kitts & Nevis. Anh là thành viên của Đội tuyển bóng đá quốc gia Saint Kitts và Nevis và thi đấu cho Newtown United FC. Anh họ của anh, George, cũng thi đấu cho Saint Kitts và Nevis.